# Diocesi di Gordo
La diocesi di Gordo (in latino Dioecesis Gordena) è una sede soppressa del patriarcato di Costantinopoli e una sede titolare della Chiesa cattolica.

## Storia
Gordo, identificabile con Göerdes (provincia di Manisa) nell'odierna Turchia, è un'antica sede episcopale della provincia romana della Lidia nella diocesi civile di Asia. Faceva parte del patriarcato di Costantinopoli ed era suffraganea dell'arcidiocesi di Sardi.
La diocesi è documentata nelle Notitiae Episcopatuum del patriarcato di Costantinopoli fino al XII secolo.
Cinque sono i vescovi attribuiti a questa antica sede episcopale. Nel 434 il vescovo Proclo fu trasferito da Cizico al patriarcato di Costantinopoli; questo trasferimento suscitò le critiche di coloro che lo ritenevano contrario alle norme canoniche. Lo storico Socrate Scolastico, nella sua Historia ecclesiastica, difese la legittimità di quest'atto riportando una serie di precedenti, tra cui quello di Giovanni che venne trasferito dalla sede di Gordo a quella di Proconneso; questo trasferimento deve essere avvenuto prima del 431, perché in quest'anno Giovanni prese parte al concilio di Efeso come vescovo di Proconneso.
Teodoto sottoscrisse nel 458 la lettera dei vescovi della Lidia all'imperatore Leone I dopo la morte del patriarca Proterio di Alessandria. Teodoro prese parte al concilio di Costantinopoli riunito nel 536 dal patriarca Mena e sottoscrisse il 4 giugno la condanna di Severo di Antiochia, di Pietro di Apamea e del monaco Zoora. Gregorio, che Le Quien chiama Giorgio, intervenne al concilio di Nicea del 787. Leone infine partecipò al concilio di Costantinopoli dell'879-880 che riabilitò il patriarca Fozio di Costantinopoli.
Dal XIX secolo Gordo è annoverata tra le sedi vescovili titolari della Chiesa cattolica; dal 14 giugno 2013 il vescovo titolare è Ansgar Puff, vescovo ausiliare di Colonia.

## Cronotassi

### Vescovi greci
- Giovanni † (? - prima del 431 nominato vescovo di Proconneso)
- Teodoto † (menzionato nel 458)
- Teodoro † (menzionato nel 536)
- Gregorio (o Giorgio) † (menzionato nel 787)
- Leone † (menzionato nell'879)

### Vescovi titolari
- Ferdinand Terrien, S.M.A. † (1º marzo 1912 - 3 agosto 1929 deceduto)
- Jean Saint-Pierre † (28 maggio 1930 - 18 dicembre 1951 deceduto)
- Heinrich Baaken † (26 gennaio 1952 - 11 maggio 1976 deceduto)
- Alfons Demming † (6 novembre 1976 - 31 ottobre 2012 deceduto)
- Ansgar Puff, dal 14 giugno 2013